# Stina Hyllested Mikkelsen
Stina Hyllested Mikkelsen (født 7. april 1992) i  Vejgaard, Aalborg, er en dansk digter der havde sin debutudgivelse 7. april 2016 med digtsamlingen Nulpunkt.
 Der er for få eller ingen kildehenvisninger i denne artikel, hvilket er et problem. Du kan hjælpe ved at angive troværdige kilder til de påstande, som fremføres i artiklen.